# Întregalde
Întregalde (en hongrois : Havasgáld, en allemand : Koliben) est une commune du județ d'Alba, Roumanie qui compte 577 habitants.
La commune est composée de 11 villages : Dealu Geoagiului, Ghioncani, Iliești, Ivăniș, Întregalde, Mărinești, Modolești, Necrilești, Popești, Sfârcea, et Tecșești.

## Démographie
D'après le recensement de 2011, la commune compte 577 habitants, en forte baisse par rapport au recensement de 2002 où elle en comptait 877.
Lors de ce recensement de 2011, 94,8 % de la population se déclare roumaine.

## Politique
| Parti | Parti                                      | Sièges |
| ----- | ------------------------------------------ | ------ |
|       | Parti national libéral (PNL)               | 5      |
|       | Parti social-démocrate (PSD)               | 2      |
|       | Alliance des libéraux et démocrates (ALDE) | 2      |